# Noordoost-Bulgarije
Noordoost-Bulgarije of Severoiztotjen (Bulgaars: Североизточен, Severoiztochen) is een regio in het noordoosten van Bulgarije. Het gebied bestaat uit de volgende (vier) oblasten: Dobritsj, Sjoemen, Targovisjte en Varna. De regio heeft een oppervlakte van ongeveer 14.500 km² en de hoofdplaats is Varna met c. 333.000 inwoners. Eind 2021 had de regio naar schatting ruim 900.000 inwoners en een bevolkingsdichtheid van 61 inw./km². De regio bestond tot 2020 uit Silistra in plaats van Targovisjte, maar Silistra behoort sindsdien tot Noordcentraal-Bulgarije.

## Bevolking
Op 31 december 2021 had de regio Severoiztotsjen naar schatting 913.468 inwoners - ongeveer 13% van de Bulgaarse bevolking, waarvan 444.045 mannen en 469.423 vrouwen. Volgens de voorlopige resultaten van de Bulgaarse volkstelling van 2021 woonden er in september-oktober 2021 slechts 805.566 mensen in de vier noordoostelijke oblasten. De regio heeft te kampen met een intensieve bevolkingskrimp als gevolg van een combinatie van emigratie en denataliteit (laag geboortecijfer en hoog sterftecijfer). 
De regio Severoiztotsjen heeft een gemengde bevolkingssamenstelling. De etnische Bulgaren vormden in de census van 2011 ruim twee derde deel van de totale bevolking, maar er is een bovengemiddelde aanwezigheid van etnische Turken (14,8%) en Roma (5,2%). Ongeveer 10% van de bevolking had het censusformulier in 2011 niet beantwoord, terwijl er kleinere aantallen Krim-Tataren, Gagaoezen, Vlachen en Lipovanen werden geregistreerd. In 1992, toen de regio 1.067.409 inwoners telde, was de etnische samenstelling als volgt: 810.506 Bulgaren (75,9%), 183.035 Turken (17,1%) en 59.727 Roma (5,6%). Indien de 10% van de bevolking, de ongespecificeerden, buiten beschouwing wordt gelaten in de statistieken, is de etnische samenstelling van 1992 vrijwel gelijk aan die van 2011.
| Etnische groep  | Totale bevolking | Bulgaren | Bulgaren | Turken  | Turken | Roma   | Roma | Overig | Overig | Onbekend | Onbekend | Ongespecificeerd | Ongespecificeerd |
| Etnische groep  | Totale bevolking | Aantal   | %        | Aantal  | %      | Aantal | %    | Aantal | %      | Aantal   | %        | Aantal           | %                |
| --------------- | ---------------- | -------- | -------- | ------- | ------ | ------ | ---- | ------ | ------ | -------- | -------- | ---------------- | ---------------- |
| Dobritsj        | 189 677          | 131 114  | 69,12    | 23 484  | 12,38  | 15 323 | 8,07 | 1 609  | 0,84   | 2 369    | 1,24     | 15 778           | 8,31             |
| Sjoemen         | 180 528          | 99 446   | 55,08    | 50 878  | 28,18  | 13 847 | 7,67 | 2 093  | 1,15   | 1 688    | 0,93     | 12 576           | 6,96             |
| Targovisjte     | 120 818          | 58 371   | 48,31    | 38 231  | 31,64  | 7 767  | 6,42 | 959    | 0,79   | 1 472    | 1,21     | 14 018           | 11,60            |
| Varna           | 475 074          | 371 048  | 78,10    | 30 469  | 6,41   | 13 432 | 2,82 | 5 638  | 1,18   | 4 306    | 0,90     | 50 181           | 10,56            |
| Severoiztotsjen | 966 097          | 659 979  | 68,31    | 143 062 | 14,81  | 50 369 | 5,21 | 10 299 | 1,07   | 9 835    | 1,02     | 92 553           | 9,58             |

De regio Severoiztotjen had een relatief laag vruchtbaarheidscijfer van 1,46 kinderen per vrouw in 2021, ongeveer 7,6% lager dan het Bulgaarse gemiddelde van 1,58 kinderen per vrouw. Alleen in de regio Severen Tsentralen is het vruchtbaarheidscijfer nog lager dan in Severoiztotjen.

## Economie
De regio Severoiztotjen is een van de vijf Bulgaarse regio’s die voorkomt in de lijst van de top tien armste regio’s van de Europese Unie, gebaseerd op het bruto binnenlands product (BBP) per inwoner in koopkrachtstandaard. Volgens Eurostat was het BBP per hoofd van de bevolking slechts 41% van het EU-gemiddelde.
Noord-Oost (Severoiztotjen) · Noord-Centraal (Severen Tsentralen) · Noord-West (Severozapaden) · Zuid-Oost (Joegoiztotsjen) · Zuid-Centraal (Joezjen Tsentralen) · Zuid-West (Joegozapaden)